# Volcán Lastarria

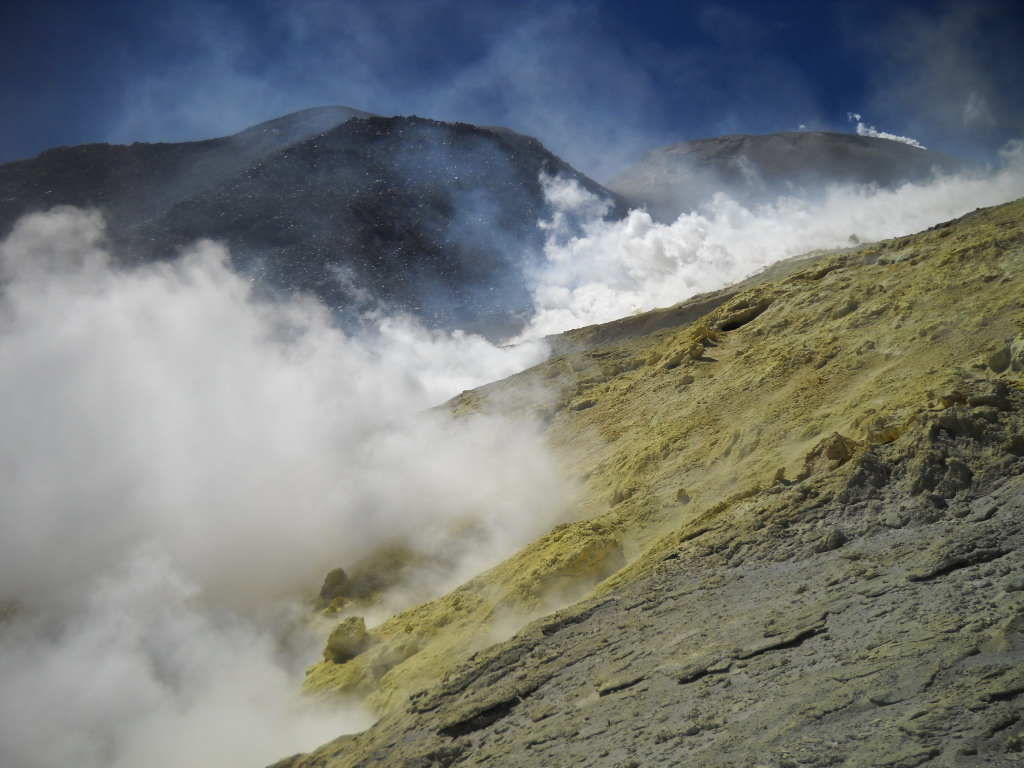
Fumarolas en el Volcán Lastarria

El Lastarria, también conocido como Azufre, es un estratovolcán enclavado en el límite entre Argentina y Chile.
Recibe su nombre en honor a José Victorino Lastarria (1817-1888), célebre intelectual y político chileno que describió las riquezas del desierto de Atacama, y que se refiere en sus obras al volcán "Azufre", siguiendo las observaciones de Rodulfo Amando Philippi.